# Labiště pod Opočínkem
Labiště pod Opočínkem je přírodní památka západně od města Pardubice v okrese Pardubice. Oblast spravuje Agentura ochrany přírody a krajiny ČR. Důvodem ochrany je mrtvé labské rameno s významnými rostlinnými a živočišnými společenstvy.
Toto rameno vzniklo uměle na počátku 20. století při regulaci (umělém narovnávání) koryta Labe. V okolí je intenzívně obhospodařovaná krajina a z tohoto důvodu je voda silně eutrofní (bohatá na živiny), což má za následek přemnožování nitrofilních druhů na území přírodní památky. Hladina je v letních měsících víceméně pokryta okřehkem menším (Lemna minor). Pro zachování mrtvého ramena by bylo žádoucí obnovit spojení s korytem dnešního Labe.